# Культура Белгородской области

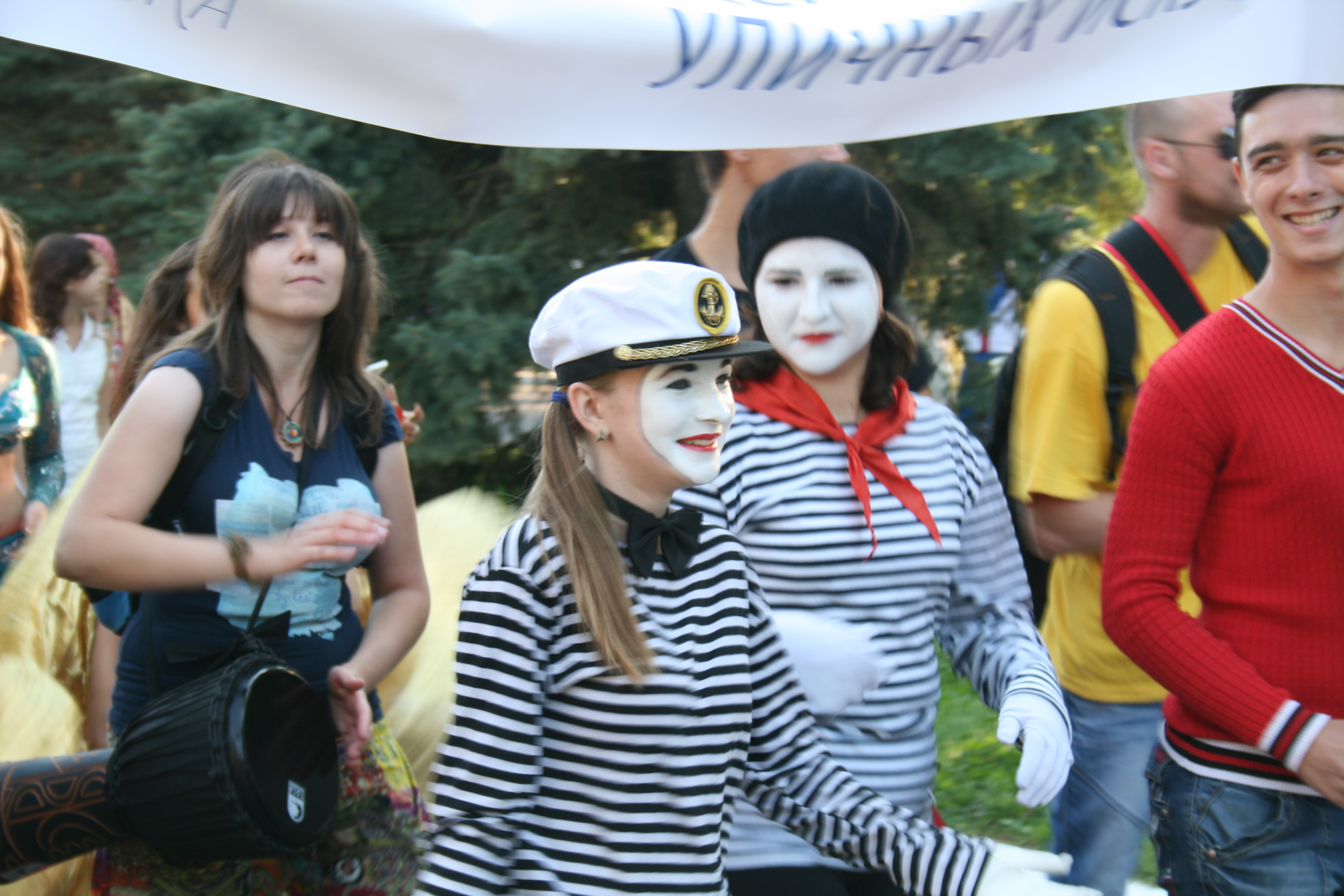
Фестиваль «Белая маска», 2014

Культура Белгородской области — совокупность достижений материальной и духовной культуры на территории современной Белгородской области.

## Исторический очерк

### Истоки
На территории современной Белгородской области археологами найдено большое количество культур, охватывающее весь исторический период развития человечества — периоды палеолита, мезолита и неолита. Железный век на территории Белгородской представлен лесостепной культурой скифского времени — с V века до нашей эры здесь жили скифы. Со II по V век н. э., на территорию области начинает проникать Киевская археологическая культура, а затем в раннем средневековье (V—VII века) — Колочинская археологическая культура. В VIII—IX вв. развивается Волынцевская культура северян, развивающаяся в Роменскую на западе области (см. Крапивенское городище), в то время как на востоке с приходом аланов развивается Салтово-маяцкая культура (см. Дмитриевское, Ютановское, Холковское городища).

### Культура Руси
В IX веке в Восточной Европе возникло монархическое государство Русь, центром которого стал Киев. Основой культуры Руси стала самобытная культура восточнославянских племён. На момент её возникновения в хозяйственном укладе славян давно уже преобладало земледелие, важными промыслами стали скотоводство, охота, рыболовство и бортничество. Достаточно высокого уровня достигло к X веку и ремесло — изготавливались изделия из железа и цветных металлов, развивались гончарное дело, ткачество, выделка и обработка кожи, резьба на камнях и дереве.
Рубежным событием стало принятие христианства, которое приходило на смену языческим верованиям русских племён, и было официально принято Владимиром Великим в 988 году. Принятие христианства ускорило развитие письменности (некоторое время сосуществовали кириллица и глаголица), а также литературы, древние памятники которой написаны на церковнославянском языке. Важными стали влияния Византийской культуры, в частности распространился византийский стиль в архитектуре, в духовной музыке распространился знаменный распев.

### XIII—XVI века
Татаро-монгольское иго середины XIII века стало причиной затяжного экономического упадка. В ряде производств наблюдалось падение или забвения сложной техники, упрощалась ремесленная промышленность. На длительное время было приостановлено строительство. Центром духовной культуры была православная церковь, которая обладателями Орды оставалась нетронутой.
С упадком Черниговского княжеств увеличивается влияние казаков-севрюков. Ситуация стала постепенно меняться с образованием татарского княжества (улуса) Яголдаевой тьмы и вхождением в состав Великого княжества Литовского. С вхождением в 1500 годах в состав Великого княжества Московского продолжается стабилизация и оживление экономической жизни, а со строительством Белгородской засечной черты появляются или восстанавливаются города: Ольшанск (1645); Усерд (1637); Верхососенск (1637); Царев-Романов (1647); Яблонов (1637); Короча (1638); Белгород (1593) — главный город; Хотмыжск (1640); Оскол (1593); Валуйки (1693); Нежегольск.

## Традиции

### Белгородский народный костюм
Белгородский народный костюм является уникальным памятником материальной и духовной культуры народа, определённой эпохи. В его создании принимали участие славянские племена, этнические и социальные слои общества.
Костюмы Белгородчины можно разделить на три этнографических подрегиона (локуса): Белгородско-Курский, Белгордско-Оскольский и Белгородско-Воронежский. Иногда выделяют Украинский этнографический подрегион, особенно ярко проявляющийся в Ровеньском районе. Для Белгородчины были характерны как черезполосное русско-украинское расселение (Курская губерния), так и сплошное заселение (юго-запад Воронежской губернии).
Будучи центром Белгородского уезда огромной Киевской губернии, а затем и центром Белгородской губернии, и являясь одним из городов-форпостов Белгородской засечной черты, Белгород «собрал под своей крышей» на территории Дикого поля людей разных социальных слоёв, этнических групп и национальностей. Это сказалось и на судьбе народной одежды, в частности, как по широте и глубине связей с культурами других народов, так и по богатству художественного выражения его целостного «образа».

### Календарные обряды
Древнейшими на Белгородчине, как свидетельствуют материалы исследований, являются обряды календарно-земледельческого круга, связанные с землёй, солнцем, небом. Даты важнейших земледельческих праздников приурочены к поворотным моментам движения земли вокруг солнца. Соответственно этому обряды подразделяются на зимние, весенние, летние, осенние и обряды весеннего и осеннего равноденствия.
В белгородских календарных обрядах тесно переплетаются христианские и славянские языческие представления. Среди календарных обрядов особенно любимыми были зимние и Зелёные святки. В колядные вечера мысли крестьян были обращены к весенне-летним полевым работам, полны тревоги за будущий урожай. Пожелания богатого урожая звучали в многочисленных зимних обрядовых песнях — колядках, щедривках, авсеньках, меланках, посеваньях. В ночь под Новый год по домам ходили ряженые с песнями и шутками (надевали вывернутую наизнанку шубу, навешивали бороду). Они поздравляли хозяев и желали благополучия. Ряженым давали подарки после того, как, зайдя в дом, они пропевали песню.

### Песни
В Белгородско-Оскольском регионе (Губкинский, Старооскольский, Новооскольский, Чернянский, Волоконовский, Валуйский, Вейделевский,
Ракитянский районы) песенный распев протяжной песни осуществляется в основном на двухголосной основе, с ведущими нижними голосами. Данный стиль известен во всех регионах области. Двухголосный напев протяжной песни обрастает дополнительными подголосками за счёт варьирования основных голосов.
В селе Фощеватово Волоконовского района до недавних пор бытовала уникальная традиция двухорного пения, не встречающаяся больше нигде на территории современной России. Впервые такой способ пения описал в 1970 году белгородский фольклорист М. Маматов. Участники одного хора или ансамбля делятся на две части и распевают песни в форме канона. Одна половина хора начинает, «приказывает» текстовые слова, а вторая вступает через один такт и, как говорят сами исполнители «лелёкает». Происходит наложение одного напева на другой. Эти песни исполнялись в первый день свадьбы двумя женскими группами (предположительно со стороны жениха и со стороны невесты — «Устилала калинушка два луга», «Ой, чей-то конь», «Да и новая да колясочка» и т. д.).
Белгородско-Воронежский регион (Красногвардейский, Красненский и Алексеевский районы, восток Старооскольского района, село Боровое Новооскольского района) выделяется среди перечисленных — традиционными протяжными песнями, одним из главных достоинств которых этнографы и фольклористы России называют богатство многоголосного распева. Плясовые — «карагодные» песни данного региона сопровождались одним из уникальных движений — «пересеком» — особой формой полиритмии, основанной на наложении двух и более ритмов в одновременном исполнении. В момент эмоционального подъёма исполнителей лидер карагода начинал выбивать ровный ритм ногами, к нему присоединялись ещё несколько человек, начиная пересекать его ритм своим, накладывая его на первый.
В Белгородско-Курском регионе (Белгородский, Ивнянский, Прохоровский, Ракитянский, Краснояружский, Яковлевский, Корочанский, Борисовский и Грайворонский районы) в разных вариантах прослеживаются традиции, которые имеют место и в Курской области. Эти районы до 1954 года были в составе Курской области (ранее — Курской губернии). Аналогичные традиции существуют и в русских сёлах на территории Сумской области Украины. Основой музыкального стиля песен этого региона является гетерофония. Протяжные песни здесь распеваются на двухголосной основе, когда большая часть певцов исполняет нижний голос — основное мелодическое зерно напева. Исполнение варьируется певцами в зависимости от степени одарённости. Верхний голос чаще поют один или два исполнителя, надстраивая его над основным напевом. Народные певцы называют это «подголашивать песню», «тянуть на голос» или просто «тянуть». Если тянут два человека, то возникают варианты мелодии, образуя вместе с нижними голосами многоголосные эпизоды в песне.
Ещё одна традиция Белгородчины — Украинская. Она представлена практически во всех районах. Украинские песни поются повсеместно и в русских сёлах. Наиболее ярко эти традиции проявляются в Ровеньском районе.

### Танцы
В Белгородской области преобладают карагоды, танки, хороводы с полотенцами, часто плясового характера, с приуроченностью к различным праздникам и периодам земледельческого календаря.
Белгородско-Курский регион являлся своеобразным центром бытования таночного жанра Юга России. Именно в селах этого региона исследователями было зафиксировано множество разных, подчас довольно сложных хореографических построений — «танок» в четыре ряда, в два ряда, «петельками», «кривой», «в кругу», «ширинки». Водить их начинали как только подсохнут пригорки весной, а завершали с началом активных полевых работ.

### Музыка
Для традиционной культуры Белгородского края характерно и разнообразие музыкальных инструментов: от распространённых — гармошек, балалаек, до уникальных — двойной жалейки и калюки — травяной дудки.
В местах поселения выходцев из Малороссии жители создавали небольшие оркестры, в которых играли на скрипке, семиструнной гитаре, бубне, мандолине.

### Диалекты
Белгородчина у специалистов считается «заповедником диалектов» — здесь «свой говор в каждом селе». Диалекты Белгородской области входят в Курско-Орловскую группу, которая сочетает в себе черты Юго-Восточной диалектной зоны и явления Юго-Западной зоны. Говоры, распространенные на территории Белгородчины, имеют общие черты, но в то же время существенно отличаются друг от друга. Поэтому иногда можно говорить даже о разных диалектах, так как на говор одних населенных пунктов Белгородской области оказывает влияние соседство с Украиной, на другие — пограничные области России и др. Курско-Белгородская диалектная зона представляет большой интерес для исследователя диалектной лексики, поскольку носители говоров указанной зоны исторически составляют две этнические группы: русские (южновеликоруссы) и украинцы (левобережье Днепра). Это определяет тесное взаимодействие между русскими и украинскими говорами.
Диалекты Белгородской области заметно изменяются. В связи с сильным влиянием литературного языка на диалекты, в настоящее время приходится говорить о полудиалекте.
Этнографические группы и диалекты.
Украинские:
- Слобожанский диалект — одна из характерных особенностей «умеренное уканье». Вместо «хиба» (что?) скажет «хуба». И замена буквы Т на К: вместо «Тесная» — скажет «Кисная».
- Полтавский диалект (Ворскла, Псёл) — характерная мягкая Л, местная разновидность полтовчан называется «хохол-галушник».
- Перевертни (оборотни) — переворачивают слова русского и украинского языка, обламывают окончания, меняют буквы по принципу «чем проще выговаривать». Обитают повсеместно южнее Белгорода. Делятся на окающих (редкие) и акающих.

Русские:
- Саяны — потомки монастырских крестьян. Речь Саянов классифицируется знаменитым С вместо всех остальных шипящих. «Как у нас на Болховсе куриса снесла яйсе, а я его сап и в кооперасыю».
- Когаи для русских, они же кацапня для украинцев и перевертней (не путать с москалями). Когай говорит с мощными гласными и на щ: «кОгО щОгО».
- Московки — преимущественно южные районы Белгородчины, в частности ряд сёл Валуйского района.
- Мамоны — разновидность монастырских крестьян, разговаривающая на необычном русском.
- Егуны.
- Роговатовский диалект.

В настоящее время серьёзным изучением белгородских диалектов не занимается ни одно учебное или научное заведение области, в том числе в Белгородском государственном университете системная работа не ведется и диалектической лаборатории нет.

### Промыслы
На Белгородчине широко был распространён гончарный промысел, но особенно славились изделия мастеров слободы Борисовка Грайворонского уезда (Гончарный промысел в Борисовке) и Новооскольского уезда (слобода Великомихайловка). Изделия лепили на простом гончарном круге вручную.
Семья, в которой два взрослых работника и один подросток, изготавливала до 3000 изделий на сумму 300 руб. Из этой суммы половина тратилась на дрова и материалы. Гончарные изделия имеются во всех краеведческих музеях Белгородской области. В настоящее время промысел возрождается в новом качестве — как производство художественных изделий.
С начала XVIII века известна была и Старооскольская глиняная игрушка. Идея глиняной игрушки была привезена переселенцами, и промысел органично лёг на местную основу. В XIX веке в ряду образов «всадников» появляются образы «Конька» и «Барашка», игрушки становятся более пластичными, формы — более отточенными, больше проявляется стиль. На этих игрушках уже просматриваются следы ангобной росписи в виде вертикальных полос, но роспись довольно архаична. В ряду прежних образов появляются «Барыни» со свистком в характерных для 1810—1820 годов головных уборах, «Козлики», «Козлики» с седлом и новый тип «Всадника» в характерном головном уборе начала XIX века. Игрушки пользовалась большим спросом.
В XIX веке на юге России пользовались спросом иконы Борисовские иконы. Они наполняли рынки Курской, Харьковской, Полтавской, Екатеринославской, Ростовской, Таганрогской губерний, на Дону, в Приазовье и на Кубани.

## Современное искусство

### Музыка
- Симфонический оркестр Белгородской филармонии

## Образование и наука
Образование на Белгородчине имеет давние традиции. Первое учебное заведение на Белгородчине упоминается в 1716 году и относится к разряду «цыфирных школ», созданных Петром Великим. В то время Белгород находился на переднем крае преобразований молодой Российской империи, и для строительства нового государства требовались грамотные специалисты. Важность духовного воспитания не подвергалась сомнению и с целью просвещения народа и подготовки кадров священнослужителей в 1722 году епископом Белгородским и Обоянским Епифанием Тихорским при архиерейском доме открывается славяно-российская школа, переименованная впоследствии, в 1737 году, в славяно-латинскую.

## Фестивали и ярмарки
C 2013 года в области существует Фестивальный календарь Белгородской области «Открой для себя Белгородчину!», который является проектом управления культуры Белгородской области и Белгородского государственного центра народного творчества, реализуется в рамках одного из приоритетных направлений «Стратегии развития сферы культуры Белгородской области на 2013—2017 годы» — создание и продвижение культурных брендов региона. Проект представляет собой систему фестивальных мероприятий и обучающую площадку для работников культуры муниципалитетов в вопросах маркетинга и PR-технологий. Главная особенность культурных акций заключается в том, что жители территории, на которой проходит мероприятие, являются не просто зрителями, а активными участниками события. Иными словами, культура села создается местным сообществом.
2013-й год ознаменовался первым межрегиональным фестивалем фейерверков «Звёздная ночь» в Белгороде, праздником-ярмаркой «День лука» в селе Стригуны Борисовского района, праздником «Клубничная страна» в посёлке Уразово Валуйского района, народным гулянием «Новотаволжанская осень» в селе Новая Таволжанка Шебекинского района, фестивалем светской культуры «Юсуповские собрания» в посёлке Ракитное, выставкой-ярмаркой «Земский вкус меда» в селе Новоуколово Красненского района, праздником-ярмаркой «Великий Спас всем медку припас!» в селе Шаталовка Старооскольского городского округа, народным гулянием на празднике Красная горка в г. Новый Оскол, праздником-ярмаркой «Бирюченская ярмарка» в г. Бирюч Красногвардейского района и т. д. Фестивальный календарь Белгородской области является своеобразным культурным путеводителем, его слоган — «Листайте страницы календаря, стройте свои маршруты — откройте для себя Белгородчину!».

## Кухня
Вареники с картошкой, творогом,Борщ,драники

## Религия
Основной религией в регионе являются христианство. Подавляющая часть христиан — православные, есть также католики и протестанты. Кроме того, в незначительных количествах присутствует ислам, буддизм, иудаизм, неоязычество. Часть населения — неверующие.

## Объекты культуры

### Музеи
Старейший музей области — Белгородский государственный историко-краеведческий музей. Открыт в Белгороде в 1924 году вначале как филиал Курского губернского музея. Первоначально музей размещался в помещениях бывшего мужского Троицкого монастыря. За короткое время были сформированы фонды музея, насчитывавшие в тот период около восьми тысяч единиц. В 1964 году городской краеведческий музей получил статус областного.
В 1983 году был создан Белгородский художественный музей, в котором ежегодно проводится более 20 выставок по различной тематике.
В 1986 году открылся Шебекинский историко-художественный музей, основной фонд которого насчитывает более 35 тысяч единиц хранения и считается одним из самых обширных на Белгородчине. По составу и наличию редких предметов особое место занимают коллекции живописи и графики, оружия, нумизматики, фалеристики, археологическая и этнографическая коллекции.
Особое значение для Белгородчины имеет открытый по указу президента Российской Федерации в 1995 году Государственный военно-исторический музей-заповедник федерального значения «Прохоровское поле». Он сооружен на месте крупнейшего в истории Великой Отечественной войны танкового сражения под Прохоровкой.
В 1999 году открыт Музей народной культуры, на базе которого проводятся Дни народной культуры районов области. Фонд музея насчитывает более полутора тысяч предметов старины. Сотрудники музея занимаются изучением народного творчества Белгородчины, праздников и обрядов, промыслов и ремесел, крестьянского быта, народных костюмов, ведут пропаганду творчества современных народных умельцев и художников. На базе музея созданы семейные клубы, проводятся уроки народоведения. Он является одним из самых посещаемых музеев области.
На базе государственных и муниципальных музеев проводятся театрализованные презентации выставок, краеведческие уроки, познавательные викторины, кинофестивали и другие формы знакомства с историей и культурой нашего региона.

### Театры

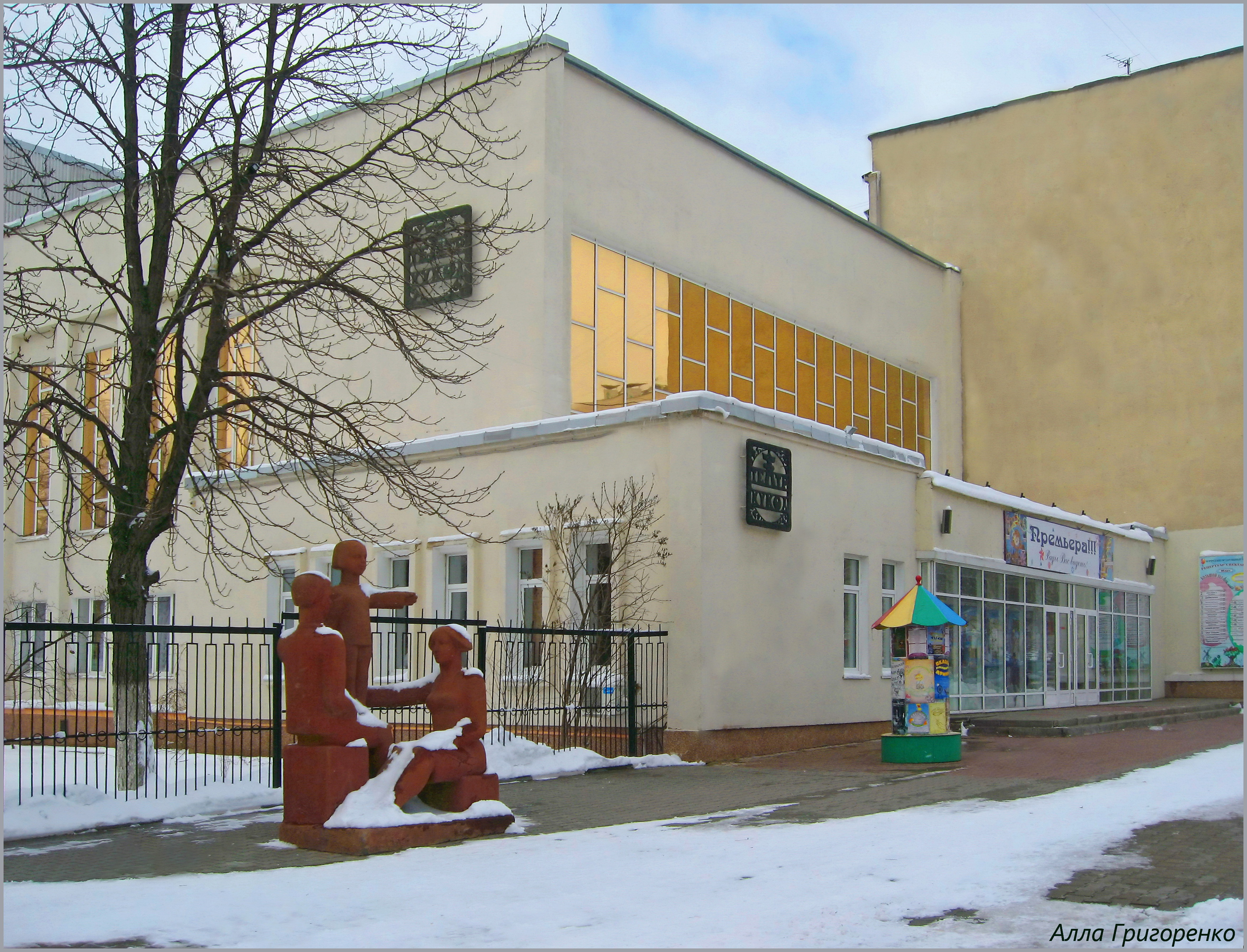
Белгородский театр кукол

Первые упоминания о Белгородском драматическом театре, датируются августом 1936 года. В 1956 году театру было присвоено имя М. С. Щепкина. В 1962 году театр начал работать в специально для него построенном здании на Соборной площади Белгорода. В 1998 году театру было присвоено звание «академический».
В 1965 году открылся Белгородский театр кукол, созданный во многом, благодаря усилиям энтузиаста театрального дела — Антонины Емельяновны Шиковой.
Кроме указанных театров, в области действуют:
- Театр клоунады «Две обезьяны»
- Старооскольский театр для детей и молодёжи
- Губкинский театр для детей и молодёжи
- Молодёжная театральная студия «Новая сцена» БГИИК (Белгород)
- Независимый молодёжный театр «Новая сцена-2» (Белгород)[11]
- Молодёжный театр «Спичка» (Белгород)[12][13]
- Театр-Школа «Образ» (Белгород)[14]
- Белгородский театр песни

### Концертные залы
- Белгородская государственная филармония

### Подземные пещеры

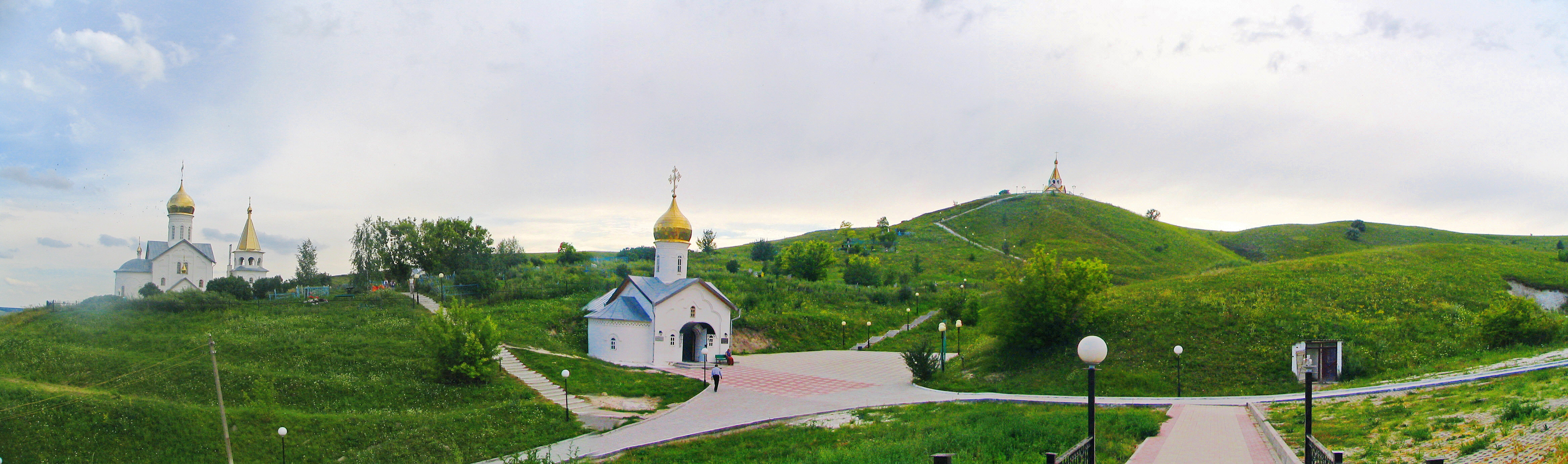
Панорама надземной части Холковского монастыря.

- Холковский подземный монастырь в Чернянском районе.
- Монастырь Игнатия Богоносца
- Шмарненская пещера

### Культурное наследие
- Звонница на Прохоровском поле.

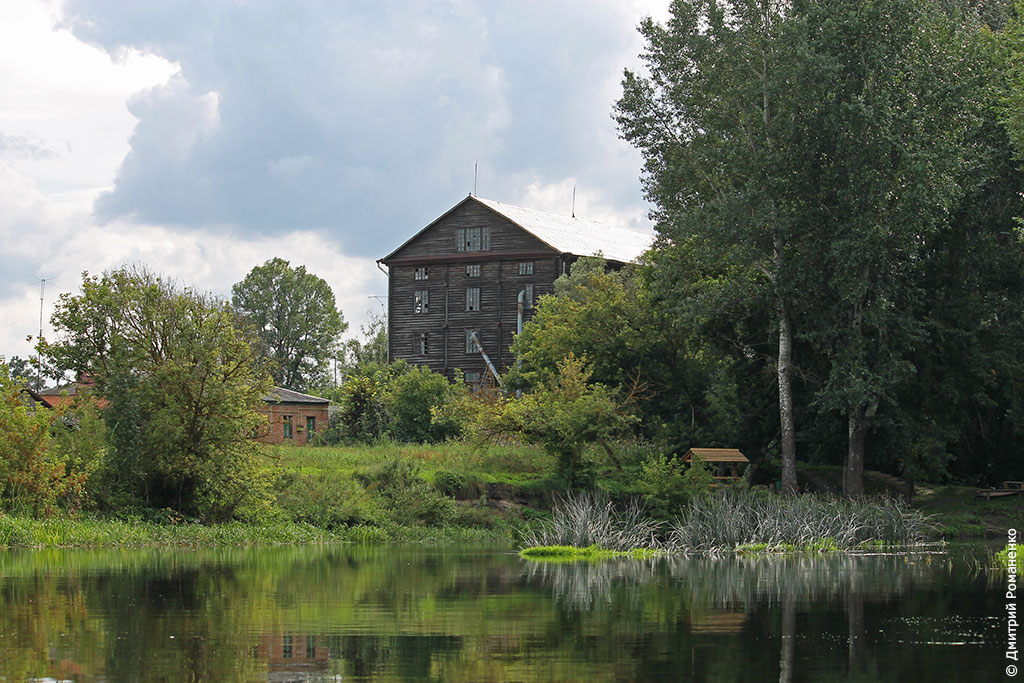
Мельница Баркова

- Центр традиционной культуры и музей села Купино.
- Торговые ряды в Бирюче.
- Мельница Баркова — шестиэтажная деревянная мельница в Волоконовском районе.
- Парк «Ключи» в Прохоровском районе.
- Круглое здание в с. Головчино Грайворонского района.

## СМИ

### Печатные
Среди печатных СМИ самым популярным информационным изданием являются «Белгородские известия», среди рекламных изданий лидером является газета «Моя реклама».
- Белгородская правда — общественно-политическое издание, тираж 14 000 экземпляров[15].
- Белгородские известия — общественно-политическое издание, тираж 12 000 экземпляров[16].
- Смена — спортивный еженедельник, рассказывающим о новостях со спортивных арен и о здоровом образе жизни, тираж 5 000 экземпляров[16].
- Наш Белгород

### Интернет-издания
- Belgorod31
- Бел. Ру
- Медиатрон
- Мир Белогорья
- БелНовости
- belpressa

### Радио и Телевидение
Мир Белогорья